# Corselet
Een corselet is een historisch type figuurcorrigerend ondergoed.

## Geschiedenis
Corselet was oorspronkelijk de benaming voor een licht borstharnas, meestal bestaande uit een borstplaat en rugplaat. De huidige betekenis komt van het Engelse corselette, dat van het Franse corselet is afgeleid. Het Middelfranse woord corselet ('lijfje') is een verkleinwoord van het Oudfranse corsel, dat weer een verkleinwoord is van cors ('lijf'), van Latijn corpus ('lichaam'). Het lijfje, een ander historisch kledingstuk, deelt deze etymologie en wordt in het Frans ook een corselet genoemd.
Het corselet werd in het begin van de 20e eeuw ontwikkeld om twee stukken ondergoed te vervangen: een beha enerzijds en een (heup)korset anderzijds. Het corselet benadrukt net als een korset de smalle taille.
Corseletten bestaan niet langer als dagelijks ondergoed, maar wel als (erotische) lingerie. De functie ervan is overgenomen door beha's en onderbroeken. Er bestaan wel verschillende soorten figuurcorrigerend ondergoed dat een gelijkaardig effect heeft op de vorm van het lichaam als een corselet.